# Нарочанська сільська рада (Вілейський район)
Нарочанська сільська рада (біл. Нарачанскі сельсавет) — адміністративно-територіальна одиниця в складі Вілейського району розташована в Мінській області Білорусі. Адміністративний центр — Нарочь.
Нарочанська сільська рада розташована на межі центральної Білорусі, у північній частині Мінської області орієнтовне розташування — супутникові знимки [Архівовано 25 серпня 2011 у WebCite], на північний захід від Вілейки.
До складу сільради входять 27 населених пунктів:
- Бабище • Борівці • Войдени • Гирі • Довге • Єлажичі • Єрмоличі • Заброддя • Ковалі • Кловсюти • Комаришки • Контанпілля • Кордон •  Косичі • Красниця • Кузьмишки • Купля •  Ляхівщина • Мацевичі • Мечаї • Мішути •  Набережна • Нарочь • Новосади • Поромець-ΙΙ • Підклення • Попівці • Прінта • Родевичі •  Ручиця •  Руське Село • Уріччя